# Viola forrestiana
Viola forrestiana är en violväxtart som beskrevs av Wilhelm Becker. Viola forrestiana ingår i släktet violer, och familjen violväxter. Inga underarter finns listade i Catalogue of Life.